# Nowy Jiczyn
Nowy Jiczyn (cz. Nový Jičín, niem. Neutitschein) – miasto powiatowe w Czechach w południowo-zachodniej części kraju morawsko-śląskiego, siedziba powiatu Nowy Jiczyn. Gospodarcze i kulturalne centrum Kravařska. Liczba mieszkańców: ok. 23 tys., a powierzchnia ok. 44 km². Jest częścią przemysłowej aglomeracji ostrawsko-frydeckiej. Gospodarka to przede wszystkim przemysł lekki i rolnictwo.
Miasto położone jest nad rzeką Jičínką, prawym dopływem Odry. Administracyjnie podzielone jest na 7 dzielnic, z tego niektóre wyraźnie o charakterze wiejskim.
Zabytkowe Masarykovo náměstí jest historycznym centrum Nowego Jiczyna. Atrakcją turystyczną miasta jest muzeum kapeluszy mieszczące się w dawnym zamku Žerotínów.

## Historia
Osada powstała zapewne pod koniec XIII w. Po raz pierwszy była wzmiankowana w roku 1313, już jako miasto targowe. Rozwinęła się przy funkcjonującej już wówczas drodze handlowej, prowadzącej z Hranic w Bramie Morawskiej przez Stary Jiczyn i dalej przez Příbor i Cieszyn do Krakowa. W 1397 r. stosowana już była nazwa „Nowy Jiczyn” dla odróżnienia od Starego Jiczyna, który był bardzo istotnym centrum dla rozwijającego się w XIII wieku zakątka Moraw w trójkącie między Odrą, Ostrawicą a pasmem Radhošťa Beskidu Morawsko-Śląskiego. Początkowo Nowy Jiczyn stanowił część feudalnego "państwa" starojiczyńskiego, należącego do Krawarskich z Krawarz, a następnie (od 1500 r.) do rodu Żerotinów. W 1503 r. miasto zostało zniszczone przez pożar, jednak w następnych latach odbudowało się, a dzięki rozwojowi rzemiosła, a zwłaszcza sukiennictwa, na tyle wzbogaciło, że w 1558 r. mieszczanie mogli je wykupić z rąk Żerotinów. Odtąd Nowy Jiczyn był wolnym miastem. W międzyczasie zawitały do miasta idee reformacji, znaczna część mieszkańców przyjęła luteranizm, a w 1543 r. wybudowała zbór. Gdy po wybuchu wojny trzydziestoletniej mieszkańcy poparli protestanckiego króla Czech Fryderyka V, ten nadał w 1620 r. Nowemu Jiczynowi tytuł i przywileje miasta królewskiego.
Według austriackiego spisu ludności z 1900 roku Nowy Jiczyn miał 12003 mieszkańców, z czego większość (10654) była niemieckojęzyczna a mniejszość (1088) czeskojęzyczna, pod względem religijnym większość stanowili katolicy (11560), znaczniej mniej było żydów (253) i ewangelików (186). Było to wysunięte najdalej na południowy wschód miasto zwartego osadnictwa niemieckiego od strony Sudetów i jako takie było częścią Kraju Sudetów.
W 1790 r. zmarł tu austriacki marszałek Gideon Ernst von Laudon. W 1799 r. w trakcie kampanii włoskiej zatrzymał się tu rosyjski feldmarszałek Aleksandr Suworow. Z końcem 1805 r. dążąc na pole bitwy pod Austerlitz przez miasto przejechali car Aleksander I i generał Michaił Kutuzow.
Urodził się tu Adam hr. Feliks Maria Romer (ur. 5 stycznia 1892, zm. 14 sierpnia 1965) – polski oficer, publicysta, polityk.

## Galeria

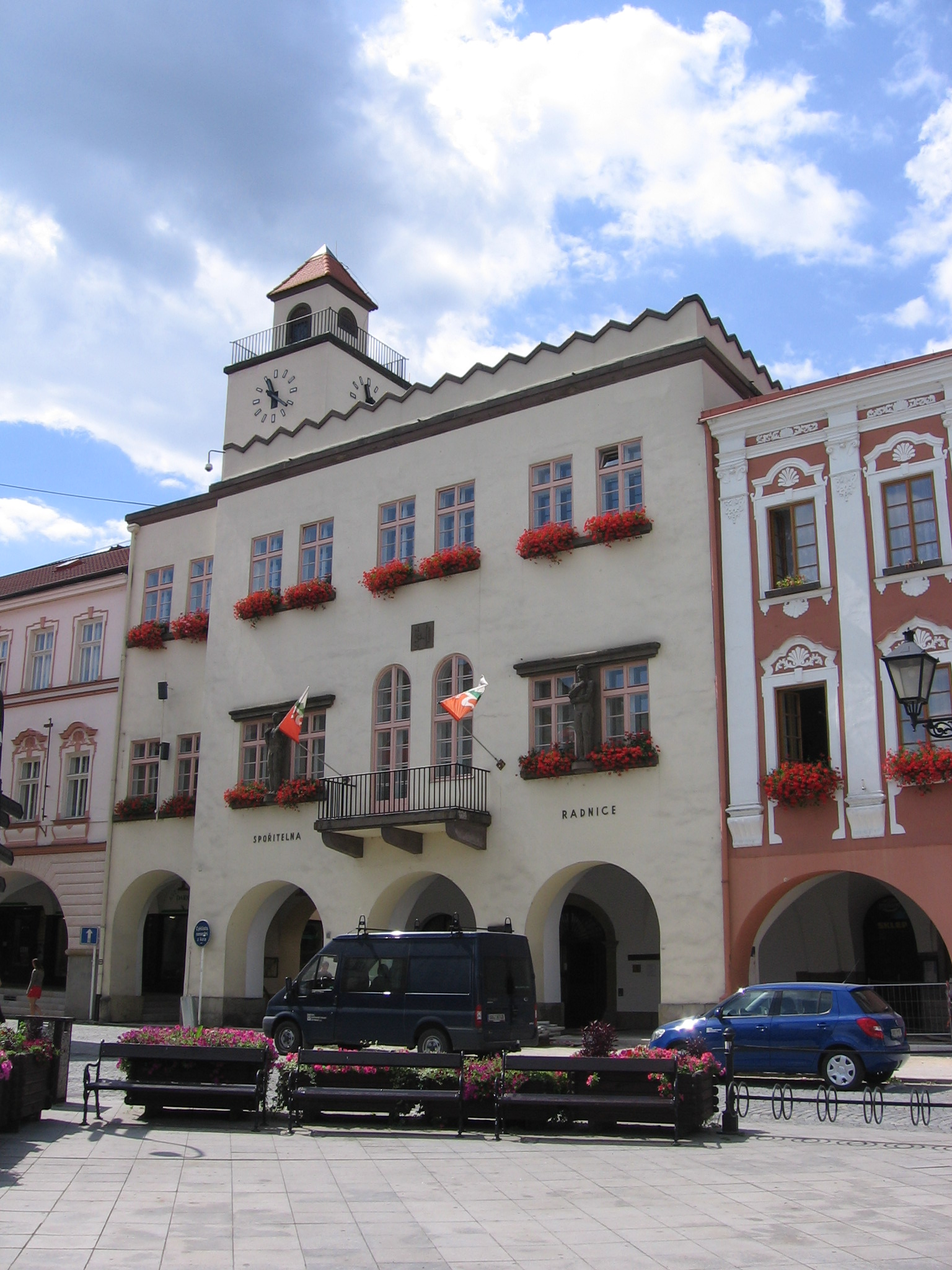
Ratusz
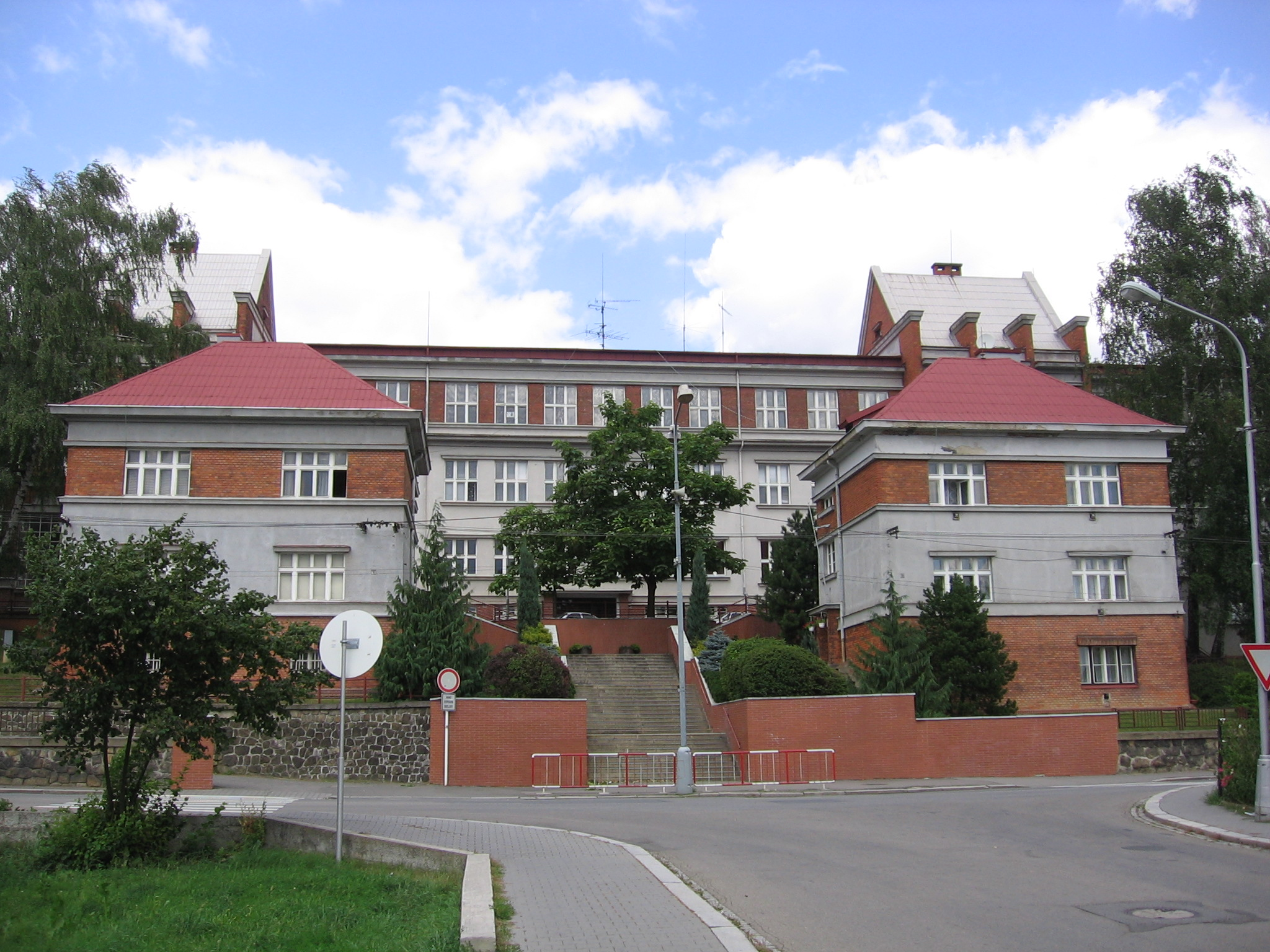
Gimnazjum
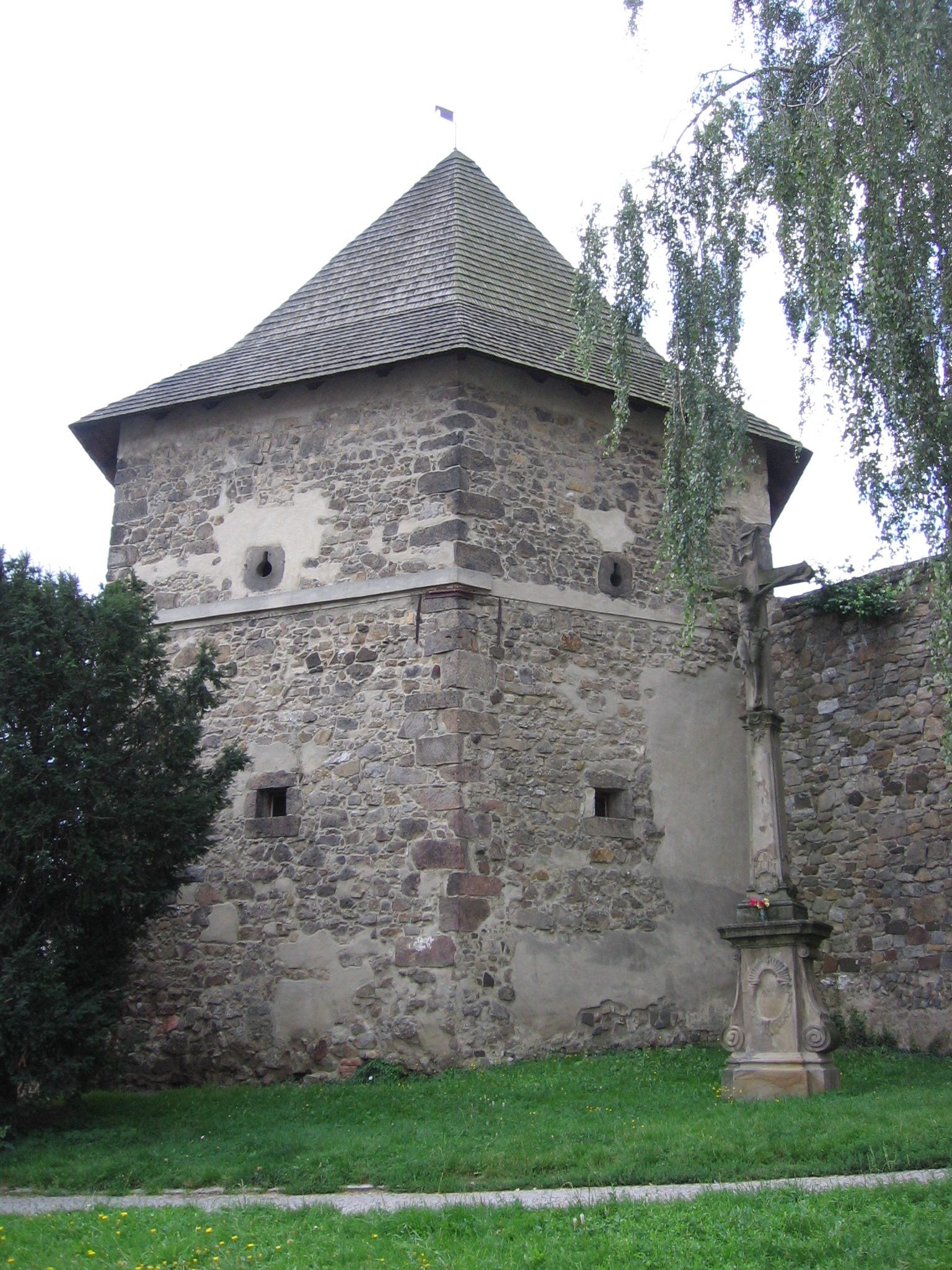
Baszta
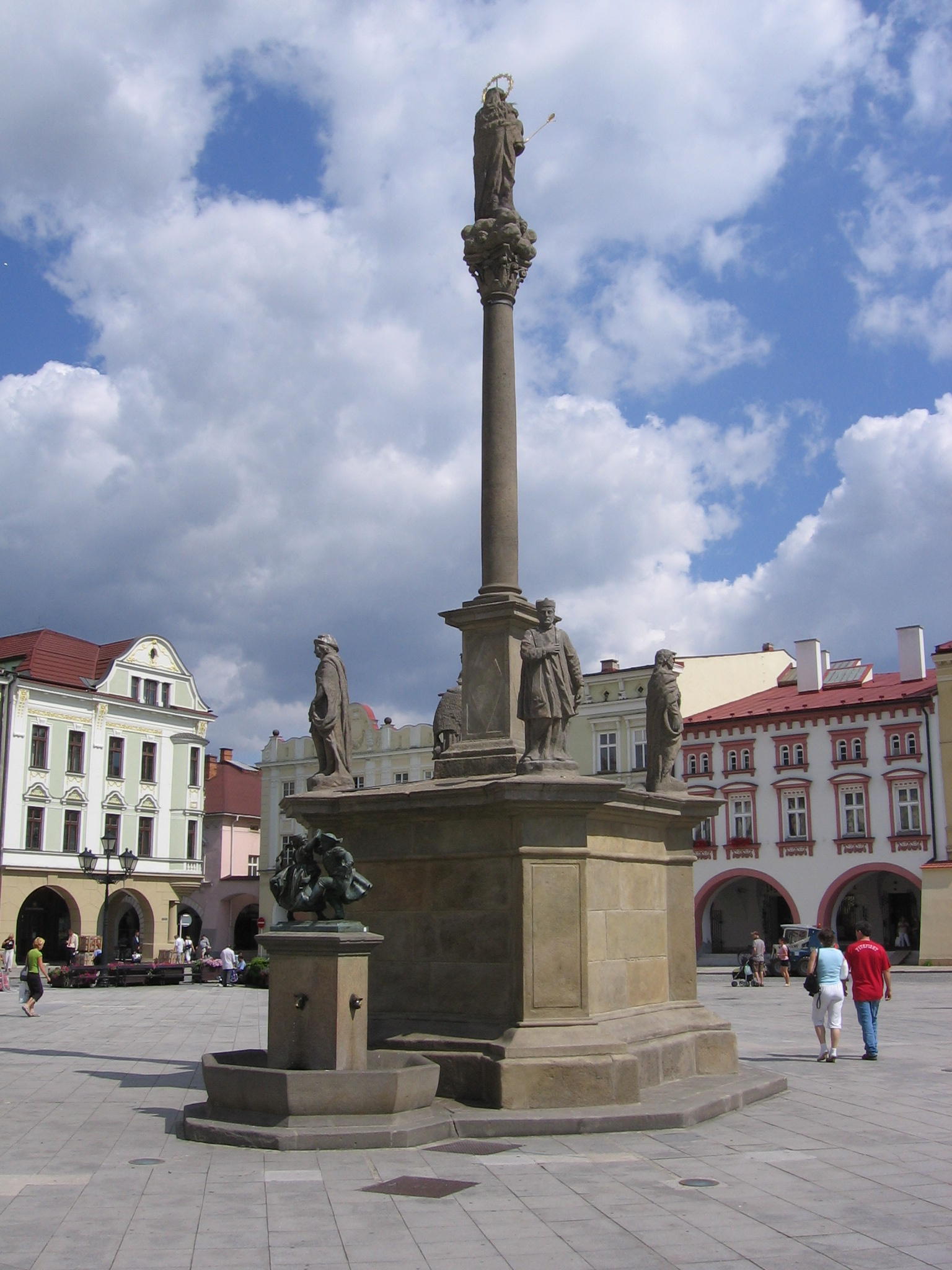
Słup morowy
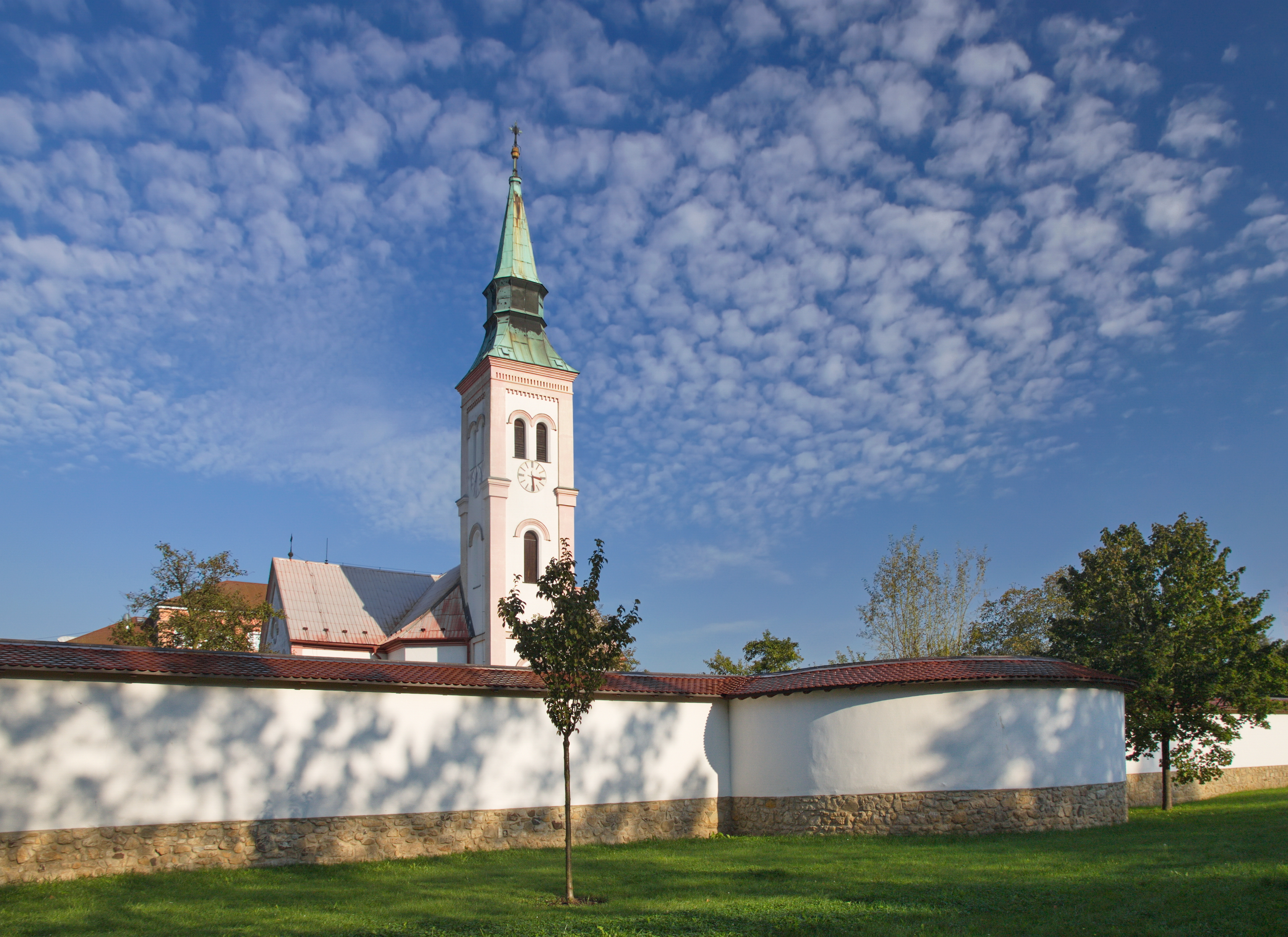
Kaplica Matki Boskiej Bolesnej

## Miasta partnerskie
- Novellara, Włochy
- Görlitz, Niemcy
- Ludwigsburg, Niemcy
- Świętochłowice, Polska
- Kremnica, Słowacja
- Épinal, Francja